# Klavírní koncert č. 2 (Beethoven)
Klavírní koncert č. 2 B dur op. 19 Ludwiga van Beethovena vznikal v letech 1787–1789. Konečnou podobu mu však autor vtiskl až v roce 1795. Beethoven k němu sice v roce 1798 pro provedení v Praze napsal druhé finále, to však nebylo publikováno. Skladatel ho použil jako prostředek pro svá vlastní vystoupení, původně zamýšlená s bonnskou dvorní kapelou. Koncert vyšel v prosinci 1801 jako op. 19. Už v březnu téhož roku vyšel jeho pozdější Klavírní koncert č. 1 C dur jako op. 15. Tím se stalo, že chronologie vzniku opusových čísel byla v tomto případě porušena.

## Okolnosti vzniku
Klavírní koncert B dur byl pro mladého Beethovena důležitou propagační skladbou, s níž se snažil prosadit po přestěhování z Bonnu do Vídně. Je možné, že ho premiéroval 29. března 1795 ve vídeňském Burgtheateru na koncertě, kterým si odbyl svůj veřejný debut. Předtím vystupoval pouze v soukromých salonech vídeňské šlechty. O pražském provedení na podzim roku 1798 píše ve svém životopisu Václav Jan Tomášek. Beethoven ho měl na druhém z tamních koncertů hrát spolu s variací na jednu z árií z Mozartovy opery Titus. Ačkoli se dílo jako celek nese do značné míry v Mozartově stylu, je v něm cítit dramatičnost a kontrast, které se objeví v mnoha Beethovenových pozdějších dílech. Sám Beethoven toto dílo zřejmě nehodnotil příliš vysoko. Nakladateli Franzi Antonu Hoffmeisterovi napsal, že spolu s Klavírním koncertem č. 1 „nepatří k mým nejlepším.“ Klavírista Peter Serkin však poznamenal, že Beethoven napsal kadenci první věty mnohem později než vlastní koncert, „což svědčí o tom, že si svého raného koncertu sám vážil.“ Verze, kterou zřejmě premiéroval v roce 1795, je tou, která se dnes hraje a nahrává.

## Jednotlivé věty
Skladba je určena pro sólový klavír, flétnu, dva hoboje, dva fagoty, dva lesní rohy a smyčce; jako v jediném ze svých dokončených klavírních koncertů v něm skladatel neinstrumentoval klarinety, trubkty a tympány. Koncert se skládá ze tří částí:
- Allegro con brio
- Adagio
- Rondo molto allegro

První věta začíná triumfálním orchestrálním úvodem na tónickém akordu a udržuje si hravost, přičemž využívá chromatické pasáže k předvedení sólistovy techniky. Druhá věta je charakteristicky klidná a jemná, zatímco závěrečné Rondo navrací mladistvou hravost, která zazněla v úvodní větě.
I. Allegro con brio

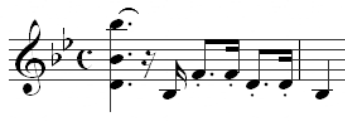
Úvodní téma koncertu

Tato věta má dvouexpoziční sonátovou formu. V její první expozici orchestr uvede hlavní a vedlejší téma. Druhá expozice je v F dur. Hudba pokračuje v této tónině a končí na dlouhé stupnici B dur. Rekapitulace je podobná expozici a je rovněž v B dur. Následuje poměrně náročná kadence, kterou složil sám Beethoven, i když mnohem později než samotný koncert. Stylově se kadence od koncertu velmi liší, ale využívá první úvodní téma. Beethoven tuto melodii v kadenci uplatňuje několika různými způsoby, pokaždé mění její charakter a ukazuje nesčetné možnosti využití a procítění hudebního tématu. Věta vznikla v letech 1787–1789 v Bonnu. Průměrná délka provedení je třináct až čtrnáct minut.
II. Adagio
Tato část je napsána v subdominantní tónině Es dur. Stejně jako mnoho jiných pomalých vět má malou třídílnou písňovou formu ABA, kde úvodní část uvádí témata a střední část je rozvíjí. Tato věta vznikla rovněž v letech 1787–1789 v Bonnu. Průměrná délka provedení je osm až devět minut.
III. Rondo, Molto allegro
Tato část má formu ronda (ABACABA) a ukazuje Beethovenovu hravost z jeho raného období. Téma je rytmicky rozladěno pomocí sforzandi ve 2. a 5. taktu každého 6/8 taktu. Část C je také velmi kontrastní vůči ostatním, je v mollové tónině a zesiluje synkopování hlavního tématu. Před posledním výskytem rondového tématu Beethoven uvádí klavír do „špatné“ tóniny G dur a s tématem posunutým o jeden takt dříve vzhledem k taktové čáře, než orchestr „objeví“ nesrovnalost a vrátí se do správné tonální tóniny a metrického ladění. Tento hudební vtip se objevuje v mnoha Beethovenových následujících skladbách. Toto rondo Beethoven napsal v roce 1795 a v témže roce mělo premiéru ve Vídni. Je v něm patrný Haydnův vliv, zejména v užití sonátové rondové formy. Průměrné provedení trvá pět až šest minut.
Na závěr koncertu Beethoven původně zkomponoval jiné rondo v tónině B dur. V roce 1795 ho nahradil novým, stávajícím. Původní rondo obdrželo v soupisu Beethovenových skladeb číslo WoO 6.